# ジャネット・ペトロ
ジャネット・E・ペトロ（Janet E. Petro、1960年 - ）は、アメリカ合衆国の工学者である。第11代ケネディ宇宙センター(KSC)センター長であり、2025年の1月から7月までNASA長官代理を務めた。KSCセンター長、NASA長官いずれも女性初である。

## 若年期と教育
ペトロは1960年にミシガン州で生まれた。ペトロの父がNASAのマーキュリー計画・ジェミニ計画に関わる仕事についたため、一家でフロリダ州サテライトビーチに移り住んだ。ペトロはサテライトビーチで育ち、サーフサイド小学校、デローラ中学校、サテライト高校を卒業した。ペトロは1981年に陸軍士官学校（ウェストポイント）を卒業して理学の学士号を取得した。ウェストポイントが女性の入学生を受け入れてから2期目だった。その後、ボストン大学で経営学修士(MBA)を取得した。

## 初期のキャリア
ペトロは陸軍士官学校を卒業後、アメリカ陸軍に士官として入隊した。陸軍在籍中は飛行部に所属し、ヘリコプターの操縦やドイツでの部隊の指揮を行った。
陸軍を除隊してサイエンス・アプリケーションズ・インターナショナルで様々な管理職を務めた後、マクドネル・ダグラスでメカニカル・エンジニアやペイロード・スペシャリストとして働いた。

## NASA
ペトロはNASAのケネディ宇宙センター(KSC)副センター長に就任し、同センターの多目的宇宙港への移行を指揮した。その後、12か月にわたりワシントンD.C.のNASA本部で評価局次長補および局長代理を務めた。NASAの局長代理に女性が就いたのはペトロが初めてだった。
2021年6月1日に、当時のNASA長官ビル・ネルソンから第11代KSCセンター長に任命され、史上初の女性KSCセンター長となった。ペトロは2025年現在もこの職に就いているが、ペトロが後述のNASA長官代理を務めている間は、ケルビン・マニングがセンター長代理を務めた。
2025年1月20日、ドナルド・トランプ大統領からNASA長官代理に任命され、史上初の女性NASA長官となった。これはNASAのキャリア公務員の最高位であるジム・フリー副長官を飛び越えた人事だった。長官代理在任中、ペトロはトランプが発した大統領令に従って、NASAのダイバーシティ・インクルージョン推進室を廃止した。また、NASAの職員に対して、契約内容の変更をした同僚を報告するよう求め、違反を「報告」しなかった職員には「不利な結果」がもたらされると脅迫した。

## 賞
2018年、ペトロはフロリダ州女性殿堂に殿堂入りした。2019年、サミュエル・J・ヘイマン・サービス・トゥ・アメリカ・メダルを受賞した。その他、大統領勲功賞、シルバー・スヌーピー賞を受賞した。